# Santiago Kuhl
Santiago Kuhl (n. 21 de octubre de 1981 en Buenos Aires, Argentina) es un futbolista argentino. Se desempeña como delantero centro y actualmente se encuentra en condición de jugador libre.

## Inicios
Surgido de las divisiones inferiores de Argentinos Juniors, en marzo de 1999 viajó a Inglaterra junto con dos juveniles más para entrenar con el Manchester United. Los tres futbolistas fueron elegidos por José Pekerman para el intercambio futbolístico entre la Argentina e Inglaterra, debido a sus buenas participaciones en la selección sub-20.

## Clubes
| Club               | País      | Año       |
| ------------------ | --------- | --------- |
| Argentinos Juniors | Argentina | 1999-2002 |
| FC Baden           | Suiza     | 2002-2003 |
| Leganés            | España    | 2003-2004 |
| A.D. Ceuta         | España    | 2004      |
| FC Baden           | Suiza     | 2005      |
| FC Luzern          | Suiza     | 2005-2006 |
| Argentinos Juniors | Argentina | 2006-2007 |
| Locarno            | Suiza     | 2007-2009 |